# Superpuchar Hiszpanii w piłce siatkowej mężczyzn (2022)
Superpuchar Hiszpanii w piłce siatkowej mężczyzn 2022 – 25. edycja rozgrywek o Superpuchar Hiszpanii zorganizowana przez Królewski Hiszpański Związek Piłki Siatkowej (Real Federación Española de Voleibol, RFEVB), rozegrana 24 września 2022 roku w Pabellón Moisés Ruiz w Almeríi. W meczu o Superpuchar udział wzięły dwa kluby: mistrz Hiszpanii w sezonie 2021/2022 – Unicaja Costa de Almería oraz zdobywca Pucharu Hiszpanii w tym sezonie – Melilla Sport Capital.
Po raz pierwszy zdobywcą Superpucharu Hiszpanii został klub Melilla Sport Capital.
MVP spotkania wybrany został Federico Martina.

## Drużyny uczestniczące
| Drużyna                  | Osiągnięcia w sezonie 2021/2022 |
| ------------------------ | ------------------------------- |
| Unicaja Costa de Almería | mistrzostwo Hiszpanii           |
| Melilla Sport Capital    | zdobycie Pucharu Hiszpanii      |

## Mecz
Sobota, 24 września 2022 – 19:00 (UTC+02:00) • Pabellón Moisés Ruiz, Almería
Widzów: 1000
Czas trwania meczu: 130 minut
Sędziowie: Ángel Romero i José Manuel de Moya
| Unicaja Costa de Almería | 1:3                                 | Melilla Sport Capital   |
| Marco Ferreira 19 pkt    | (21:25, 21:25, 25:23, 22:25) raport | Federico Martina 24 pkt |

| Poz.                 | Nr | Zawodnik           | 1          | 2        | 3          | 4          | 5 | Pkt |
| -------------------- | -- | ------------------ | ---------- | -------- | ---------- | ---------- | - | --- |
| P                    | 3  | Víctor Rodríguez   | 7 cztery   | 7 cztery | 4 jeden    | 4 jeden    |   | 15  |
| Ś                    | 5  | Moisés Cézar       | 5 dwa      | 5 dwa    | 8 pięć     | 8 pięć     |   | 4   |
| R                    | 6  | Bernard Bakonji    | 9 sześć    | 9 sześć  | 6 trzy     | 6 trzy     |   | 3   |
| Ś                    | 8  | Jorge Fernández    | 8 pięć     | 8 pięć   | 5 dwa      | 5 dwa      |   | 12  |
| A                    | 9  | Marco Ferreira     | 6 trzy     | 6 trzy   | 9 sześć    | 9 sześć    |   | 19  |
| P                    | 17 | José María Giménez | 4 jeden    | 4 jeden  | 7 cztery   | 7 cztery   |   | 8   |
| L                    | 15 | Paquillo Fernández | L          | L        | L          | L          |   |     |
| Zmiany               |    |                    |            |          |            |            |   |     |
| P                    | 10 | Raúl García        | 14 zmiana5 |          | 14 zmiana5 | 14 zmiana5 |   | 1   |
| Nie weszli na boisko |    |                    |            |          |            |            |   |     |
| P                    | 1  | Marco Carreño      |            |          |            | 4 pusty    |   |     |
| P                    | 4  | Antonio Torres     |            |          |            | 4 pusty    |   |     |
| R                    | 7  | Andrés Portero     |            |          |            | 4 pusty    |   |     |
| Ś                    | 11 | Pau Delós          |            |          |            | 4 pusty    |   |     |
| R                    | 12 | Javier Vizcaino    |            |          |            | 4 pusty    |   |     |
| L                    | 14 | Alejandro Moya     |            |          |            | 4 pusty    |   |     |
| Trener               |    |                    |            |          |            |            |   |     |
| Manolo Berenguel     |    |                    |            |          |            |            |   |     |

| Poz.                 | Nr | Zawodnik             | 1           | 2           | 3           | 4          | 5 | Pkt |
| -------------------- | -- | -------------------- | ----------- | ----------- | ----------- | ---------- | - | --- |
| Ś                    | 9  | David López          | 8 pięć      | 8 pięć      | 6 trzy      | 8 pięć     |   | 1   |
| P                    | 10 | Agustín Luengas      | 7 cztery    | 7 cztery    | 5 dwa       | 7 cztery   |   | 14  |
| Ś                    | 12 | Jean Pascal Diedhiou | 5 dwa       | 5 dwa       | 9 sześć     | 5 dwa      |   | 11  |
| P                    | 24 | Mariano Giustiniano  | 4 jeden     | 4 jeden     | 8 pięć      | 4 jeden    |   | 15  |
| R                    | 28 | Juan Martín Riganti  | 6 trzy      | 6 trzy      | 4 jeden     | 6 trzy     |   | 4   |
| A                    | 87 | Federico Martina     | 9 sześć     | 9 sześć     | 7 cztery    | 9 sześć    |   | 24  |
| L                    | 88 | Unai Larrañaga       | L           | L           | L           | L          |   |     |
| Zmiany               |    |                      |             |             |             |            |   |     |
| P                    | 1  | Balša Radunović      |             | 37 zmiana28 | 37 zmiana28 | 4 pusty    |   |     |
| P                    | 3  | Florentino Ruda      | 37 zmiana28 |             |             | 4 pusty    |   |     |
| A                    | 7  | Mikael Tahiri        | 21 zmiana12 | 18 zmiana9  | 18 zmiana9  | 18 zmiana9 |   | 1   |
| R                    | 17 | Frander Añes         |             | 87 zmiana87 | 87 zmiana87 | 4 pusty    |   |     |
| Nie weszli na boisko |    |                      |             |             |             |            |   |     |
| L                    | 6  | Sufian El Mesaoudi   |             |             |             | 4 pusty    |   |     |
| Ś                    | 11 | Azddin Mimoun        |             |             |             | 4 pusty    |   |     |
| Trener               |    |                      |             |             |             |            |   |     |
| Salim Abdelkader     |    |                      |             |             |             |            |   |     |

## Statystyki meczowe
| ALM | STATYSTYKI        | MEL |
| 89  | MAŁE PUNKTY       | 98  |
| 48  | ATAK              | 57  |
| 10  | BLOK              | 7   |
| 4   | SERWIS            | 6   |
| 27  | BŁĘDY PRZECIWNIKA | 28  |

## Wyjściowe ustawienie drużyn
| Giménez Moisés Cézar Ferreira Rodríguez J. Fernández Bakonji P. Fernández Giustiniano Diedhiou Riganti Luengas López Martina Larrañaga |